# Jammertal
Jammertal ist eine biblische Beschreibung der Existenz des wandernden Gottesvolkes auf seinem Weg durch die Wüste als dem Tal der Tränen. Der in der griechischen Septuaginta „κοιλάδι τοῦ κλαυθμῶνος“ (Tal der Wehklage) und in der Vulgata als vallis lacrimarum (Tal der Tränen) wiedergegebene Begriff geht auf den Begriff aus der Psalmenüberlieferung zurück, der heute verdeutscht wird als „dürres wasserarmes Gebiet“:
Wenn sie durchs dürre Tal ziehen, / wird es ihnen zum Quellgrund, und Frühregen hüllt es in Segen. (Ps 84,7 )
Der Wendung liegt die hebräische Formulierung עמק הבכא emek habaka (das Baka-Tal) als wasserloses Gebiet zugrunde, das als Pilgerstrecke zu durchschreiten war, bevor sich die ersehnten Segensquellen Zions auftaten.
Eine klassische Aufnahme fand die Wendung im mittelalterlichen Salve Regina (Gegrüßet seist du Maria), wo die Rufenden sich als „Weinende in diesem Jammertal“ (flentes in hac lacrimarum valle) darstellen.
Das Motiv des Jammertals wird in unterschiedlicher Form bis in die Gegenwart im christlich-erbaulichen Textschaffen tradiert.
Im 19. Jahrhundert wurde das Bild vom Jammertal zur Zielscheibe atheistischer Kritik, so von Karl Marx und Heinrich Heine, dessen singendes Harfenmädchen durch folgende Verse Bekanntheit erlangte:
Sie sang vom irdischen Jammertal,
Von Freuden, die bald zerronnen,
Vom Jenseits, wo die Seele schwelgt
Verklärt in ew’gen Wonnen.